# Hans Zauner
Hans Zauner (* 28. Dezember 1885 in Bad Tölz; † 2. Oktober 1973) war ein deutscher Kommunalpolitiker (NSDAP) und nach 1952 gewählter Bürgermeister von Dachau.

## Biografie
Zauner erlernte den väterlichen Beruf des Buchbinders. Nach Lehr- und Wanderjahren  übernahm er 1909 eine Buchbinderei in Dachau. Er wurde 1927 zum Kreishandwerksmeister gewählt. 1927 gründete er die erste Verbandsberufsschule Bayerns. 1928 wurde er als parteiloser Abgeordneter in den Bezirkstag und 1929 in den Gemeinderat Dachaus gewählt. Auf seine Initiative wurde die Marktgemeinde 1933 zur Stadt erhoben.
Im Jahr 1933 trat Zauner als einziges Mitglied des Stadtrats zur NSDAP über. Seit 1935 war er zweiter, ab 1940 erster Beigeordneter des Bürgermeisters.  Nach der Besetzung Dachaus durch die US-Armee Ende April 1945 wurde er zum kommissarischen Bürgermeister bestimmt, als die Amerikaner nach 14 Tagen von seiner NS-Parteimitgliedschaft erfuhren, jedoch wieder entlassen. Von der Spruchkammer wurde er 1947 als Mitläufer eingestuft (Gruppe IV).
1952 wurde Zauner zum Bürgermeister von Dachau gewählt.

In einem Interview mit der Londoner Zeitung Sunday Express im Januar 1960 vertrat Zauner die Ansicht, dass im KZ Dachau nicht nur „Helden“ gestorben seien:
„Bitte, machen Sie nicht den Fehler und glauben Sie, daß nur Helden in Dachau gestorben sind [...]. Sie müssen sich daran erinnern, daß viele Verbrecher und Homosexuelle in Dachau waren. Wollen Sie ein Ehrenmal für solche Leute?“
Diese Aussage erregte großes Aufsehen, da Zauner hiermit die KZ-Inhaftierung einiger Verfolgtengruppen indirekt als rechtmäßig darstellte und sich gegen ein Erinnern an diese aussprach. Er schied im gleichen Jahr aus dem Amt aus.
Während seiner Amtszeit entstanden in der Stadt einige neue Schulen, die Kläranlage und der Bebauungsplan für den Stadtteil Dachau-Ost. Sein Grab befindet sich auf dem Dachauer Waldfriedhof. Die Druckerei Zauner wurde 2012 aus wirtschaftlichen Gründen geschlossen.

## Ehrungen
1955 erhielt Zauner das Bundesverdienstkreuz 1. Klasse sowie den Goldenen Ehrenring der Stadt Dachau. Nach ihm ist die Bürgermeister-Zauner-Straße in Dachau benannt.